# Maciej Słomczyński
Maciej Słomczyński (Varsó, 1922. április 10. – Krakkó, 1998. március 21.) lengyel fordító, író, forgatókönyvíró; apja a híres amerikai Merian C. Cooper pilóta. Detektívregényeit Joe Alex néven jelentette meg.

## Munkássága, élete
Słomczyński Varsóban született, nevelőapja – Aleksander Słomczyński – nevét vette fel. Lengyelország német megszállása idején részt vett az ellenállási mozgalomban, később a lengyel Honi Hadsereg tagja lett. 1944-ben a németek elfogták és a hírhedt varsói börtönbe, a Pawiakba zárták, ahonnan azonban sikerült megszöknie. Franciaországba ment, ahol az amerikai hadseregben szolgált tovább. 1946-ban jelent meg először egy verse Łódź egyik helyi lapjában. 1947-ben visszatért Lengyelországba és Krakkóban telepedett le. A kommunista hatalomváltás után meghurcolták, őrizetbe is vették a hatóságok: azzal vádolták, hogy angol kém.
Słomczyński William Shakespeare összes művét lefordította saját anyanyelvére (ő volt az egyetlen fordító a világon, aki ezt megtette), lengyelre fordította továbbá William Blake, Lewis Carroll Alice Csodaországban és James Joyce Ulysses című művét.
Számos nagy sikerű detektívregény szerzője, melyeket Joe Alex néven jelentetett meg az 1960-as 1970-es években. A krimijeit 13 nyelvre fordították le, többek között magyarra is. Főképp az egykori szocialista országokban volt közismert krimiíró. Lengyelországban és a Szovjetunióban milliós példányszámban jelentek meg könyvei.
Tagja volt a Lengyel Írószövetségnek, a Rotary Clubnak, alelnöke volt a James Joyce Alapítványnak és 1973-tól az Ír Intézet tagja lett.
Fia a híres lengyel matematikus Wojciech Słomczyński, unokája Szymon Słomczyński lengyel költő.
1997. november 11-én Aleksander Kwaśniewski kulturális érdemeinek elismeréseként a Lengyelország Újjászületése érdemrend kereszt a csillaggal kitüntetést adományozta az idős írónak.
Sírja a Rakowicki temetőben található.

## Művei
Maciej Słomczyński
- Lądujemy 6 czerwca
- Zadanie porucznika Kenta
- Fabryka śmierci
- Szary cień

Kazimierz Kwaśniewski néven
- Śmierć i Kowalski
- Zbrodniarz i panna
- Każę aktorom powtórzyć morderstwo
- Gdzie jest trzeci król?
- Ciemna jaskinia
- Czarny Kwiat

## Magyarul

### Joe Alex néven
- Ördögi játszma. Bűnügyi regény; ford. Cservenits Jolán; Európa, Bp., 1971
- Ki lesz a gyilkos?; ford. Cservenits Jolán; Európa, Bp., 1972
- Ahol nincs tízparancsolat; ford. Varsányi Mária, versford. Tandori Dezső; Magvető, Bp., 1973 (Albatrosz könyvek)[4]
- Magam vagyok a pokol! Bűnügyi regény; ford. Murányi Beatrix; Európa, Bp., 1978
- Szárnyatlan szárnyalással űztem. Bűnügyi regény;[5] ford. Murányi Beatrix; Európa, Bp., 1979 ISBN 963-07-1588-0
- A Labirintus Úrnője;[6] ford. Palkó Katalin; Európa, Bp., 1983 (Fekete könyvek) ISBN 963-07-2938-5
- A halál beszél helyettem. Bűnügyi regény; ford. Murányi Beatrix; Európa, Bp., 1978[7] ISBN 963-07-1277-6